# Lingua (revista)
Lingua: An International Review of General Linguistics es una revista académica revisada por pares dedicada al campo de la lingüística general. Fue establecida en 1949 y es publicada por Elsevier. Su editor en jefe es Marta Dynel (Universidad de Lodz).
En octubre de 2015 los editores y el consejo editorial de Lingua dimitieron en protesta por la falta de acuerdo con Elsevier respecto al establecimiento de un sistema de tarifas equitativo para la publicación de la revista en acceso abierto.  Posteriormente, los editores y el consejo editorial fundaron una nueva revista: Glossa.